# John Bannister Goodenough
John Bannister Goodenough (Jena, 25 de julho de 1922 – Austin, 25 de junho de 2023) foi um cientista de materiais e físico do estado sólido estadunidense.
Recebeu o Nobel de Química de 2019, juntamente com os químicos Michael Stanley Whittingham e Akira Yoshino, pelo desenvolvimento das baterias de ions de lítio. Tendo então 97 anos de idade, tornou-se o mais velho a ser laureado com um Nobel, estando na ocasião ainda profissionalmente ativo.
Também foi professor da Universidade do Texas em Austin nas áreas de ciências mecânicas, ciência dos materiais e engenharia elétrica.

## Vida pessoal
Goodenough nasceu em Jena, na República de Weimar, em 25 de julho de 1922, filho dos estadunidenses Erwin Ramsdell Goodenough e Helen Miriam Goodenough (neé Lewis).
Quando John nasceu, seu pai estava trabalhando no seu Ph.D na Harvard Divinity School, se tornando posteriormente professor de História da Religião na Universidade de Yale.
Ward Goodenough, irmão de John, foi um antropólogo da Universidade da Pensilvânia. Ambos os irmãos estudaram no Internato de Groton, no estado americano de Massachusetts.
Ele também possuía dois meios-irmãos por conta do segundo casamento de seu pai: Ursula Goodenough, professora emérita de biologia da Universidade Washington em St. Louis e Daniel A. Goodenough, professor emérito de biologia na Escola de Medicina de Harvard.
Em 1944, John Goodenough se graduou summa cum laude como bacharel em matemática pela Universidade de Yale. Na universidade, ele foi membro da célebre sociedade Skull and Bones. Goodenough também foi diagnosticado com dislexia.
Após servir o exército americano na Segunda Guerra Mundial como meteorologista, Goodenough concluiu seu mestrado na Universidade de Chicago, obtendo seu doutorado em Física em 1952. Seu Aorientador de doutorado foi o físico teórico Clarence Zener.
Na Universidade, trabalhou e estudou com físicos de renome como Enrico Fermi e John A. Simpson, conhecendo também a canadense Irene Wiseman, graduanda em História.
Em 1951, se casou com Irene; seu casamento não gerou filhos. Sua esposa morreu em 2016.
Goodenough era cristão.
Morreu em Austin, Texas, no dia 25 de julho de 2023, aos 100 anos de idade.

## Investigações fundamentais
No lado fundamental, a pesquisa de Goodenough se concentrou no magnetismo e no comportamento da transição metal-isolante em óxidos de metais de transição. Junto com Junjiro Kanamori, Goodenough desenvolveu um conjunto de regras semi-empíricas para prever o magnetismo nesses materiais nas décadas de 1950 e 1960, agora chamadas de regras de Goodenough-Kanamori, formando a base da supertroca, que é uma propriedade fundamental para a supercondutividade de alta temperatura.

## Trabalho de consultoria
Em 2010, Goodenough ingressou no conselho consultivo técnico da Enevate, uma startup de tecnologia de bateria de íon-lítio dominante em silício com sede em Irvine, California. Goodenough também atuou como consultor do Joint Center for Energy Storage Research (JCESR), uma colaboração liderada pelo Argonne National Laboratory e financiada pelo Departamento de Energia. A partir de 2016, Goodenough também trabalhou como consultor do Battery500, um consórcio nacional liderado pelo Pacific Northwest National Laboratory (PNNL) e parcialmente financiado pelo Departamento de Energia dos EUA.

## Honrarias e condecorações
Recebeu o Prêmio Japão em 2001 e o Prêmio Enrico Fermi em 2009. Em 2010 foi eleito membro estrangeiro da Royal Society. Recebeu em 2011 a Medalha Nacional de Ciências.

## Publicações

### Artigos
- John B. Goodenough (1955). «Theory of the role of covalence in the Perovskite-type Manganites [La, M(II)]MnO3». Phys. Rev. 100 (2): 564–573. Bibcode:1955PhRv..100..564G. doi:10.1103/physrev.100.564
- K. Mizushima; P.C. Jones; P.J. Wiseman; J.B. Goodenough (1980). «LixCoO2 (0<x<-1): A new cathode material for batteries of high energy density». Mater. Res. Bull. 15 (6): 783–799. doi:10.1016/0025-5408(80)90012-4
- John B. Goodenough (1985).  B. Schuman, Jr.;  et al., eds. «Manganese Oxides as Battery Cathodes» (PDF). Re Electrochem. Soc. Inc, N.J. Proceedings Symposium on Manganese Dioxide Electrode: Theory and Practice for Electrochemical Applications. 85–4: 77–96
- Lightfoot, P.; Pei, S. Y.; Jorgensen, J. D.; Manthiram, A.; Tang, X. X. & J. B. Goodenough. "Excess Oxygen Defects in Layered Cuprates", Argonne National Laboratory, The University of Texas-Austin, Materials Science Laboratory United States Department of Energy, National Science Foundation, (September 1990).
- Argyriou, D. N.; Mitchell, J. F.; Chmaissem, O.; Short, S.; Jorgensen, J. D. & J. B. Goodenough. "Sign Reversal of the Mn-O Bond Compressibility in La1.2Sr1.8Mn2O7 Below TC: Exchange Striction in the Ferromagnetic State", Argonne National Laboratory, The University of Texas-Austin, Center for Material Science and Engineering United States Department of Energy, National Science Foundation, Welch Foundation, (March 1997).
- A.K. Padhi; K.S. Nanjundaswamy; J.B. Goodenough (1997). «Phospho-Olivines as Positive Electrode Materials for Rechargeable Lithium Batteries» (PDF). J. Electrochem. Soc. 144 (4): 1188–1194. Bibcode:1997JElS..144.1188P. doi:10.1149/1.1837571. Cópia arquivada (PDF) em 23 de julho de 2018
- John B. Goodenough (2004). «Electronic and ionic transport properties and other physical aspects of perovskites». Rep. Prog. Phys. 67 (11): 1915–1973. Bibcode:2004RPPh...67.1915G. doi:10.1088/0034-4885/67/11/R01
- Goodenough, J. B.; Abruna, H. D. & M. V. Buchanan. "Basic Research Needs for Electrical Energy Storage. Report of the Basic Energy Sciences Workshop on Electrical Energy Storage, April 2-4, 2007", United States Department of Energy, (April 4, 2007).
- «John B. Goodenough». Faculty. The University of Texas at Austin Mechanical Engineering Department. 3 de maio de 2005. Consultado em 23 de agosto de 2011. Cópia arquivada em 28 de setembro de 2011

### Livros
- Goodenough, John B. (1963). Magnetism and the Chemical Bond. [S.l.]: Interscience-Wiley, New York. ISBN 0-88275-384-3
- Goodenough, John B. (1973). Les oxydes des métaux de transition. Paris: Gauthier-Villars
- Madelung, Otfried; Goodenough, John B. (1984). Physics of non-tetrahedrally bonded binary compounds 3. Berlin: Springer. ISBN 3-540-12744-5. OCLC 80307018
- Goodenough, John B., ed. (1985). Cation ordering and electron transfer. Berlin: Springer. ISBN 3-540-15446-9. OCLC 12656638
- Goodenough, John B., ed. (2001). Localized to Itinerant Electronic Transition in Perovskite Oxides (Structure & Bonding, V. 98) (PDF). [S.l.: s.n.]
- Huang, Kevin; Goodenough, John B. (2009). Solid oxide fuel cell technology : principles, performance and operations. Cambridge, UK: [s.n.] ISBN 978-1-84569-651-1. OCLC 864716522
- Goodenough, John B. (2008). Witness to Grace. [S.l.]: PublishAmerica. ISBN 978-1-60474-767-6. OCLC 1058153653